# Chokri Mahassine
Chokri Mahassine, né le 16 mars 1960 à Casablanca (Maroc) est un homme politique belge flamand, membre du Sp.a.
Il est agrégé de l'enseignement moyen inférieur. Il est employé. Il est aussi connu pour être l'organisateur du festival Pukkelpop.

## Fonctions politiques
- conseiller communal à Bourg-Léopold (2001-2003)
- député fédéral (1999)
- sénateur de communauté (1999-2001)
- député au Parlement flamand:
  - du 6 juillet 1999 au 25 mai 2014